# ایسوول
ایسوول (به اسپانیایی: Isóbol) یک منطقهٔ مسکونی در اسپانیا است که در سردانیا واقع شده‌است. ایسوول ۱۰٫۸ کیلومتر مربع مساحت دارد.